# Storia dell'industria ortofrutticola di Massa Lombarda

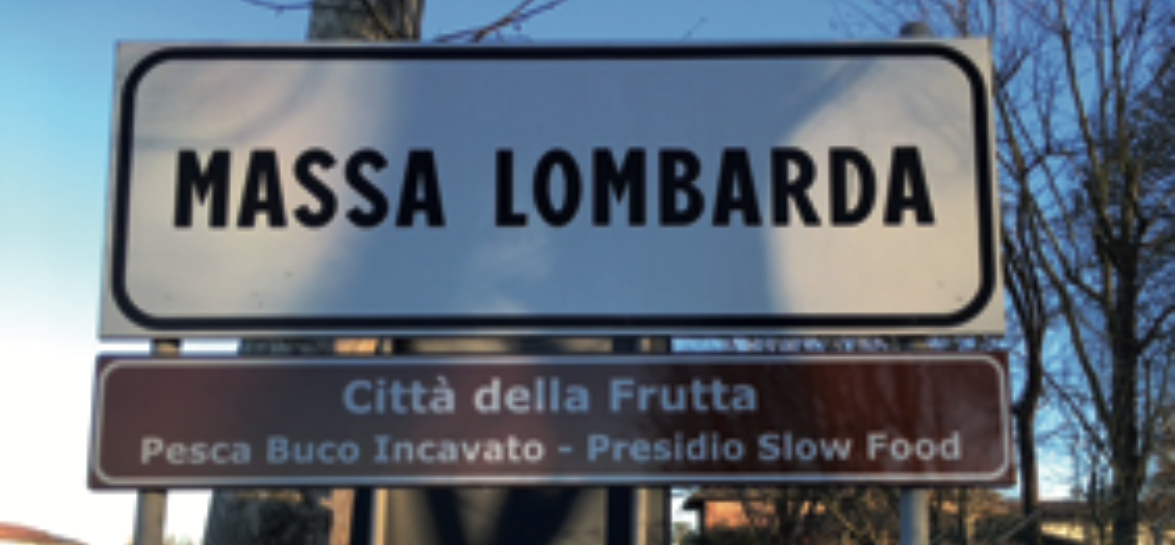
Cartello stradale di Massa Lombarda «Città della frutta»

Quattro dei cinque protagonisti dello sviluppo dell'industria ortofrutticola di Massa Lombarda (da sinistra a destra): Giovanni Gianstefani, Camillo Borgnino (1865-1940, fu anche direttore dello zuccherificio), Adolfo Bonvicini e Gaetano Bonvicini.

La storia dell'industria ortofrutticola di Massa Lombarda concerne la nascita e lo sviluppo di un settore che avuto nel paese ravennate la sua culla.
Abili imprenditori locali, grazie a geniali innovazioni, scoprirono nuove varietà e svilupparono nuovi metodi coltivazione. Nacquero aziende che conquistarono i mercati italiani ed esteri.
Il settore si sviluppò in più direzioni: dalla coltivazione all'industria all’attività commerciale.
La voce tratta sia le origini (anni 1900-1910) che il periodo d’oro dell'ortofrutta massese, che copre gli anni venti e trenta del XX secolo.

## Dal 1901 al 1920

Lo zuccherificio in un'immagine del 1910.

All'inizio del XX secolo la frutticoltura era a Massa Lombarda un'attività praticata da pochi. Nel 1901, infatti, la produzione agricola nel territorio comunale era basata sulle seguenti merci: 30.000 ettolitri di vino, 25.000 quintali di frumento, 14.000 quintali di granturco e, al primo posto, 210.000 quintali di paglia. In questa situazione, che andava ripetendosi sempre uguale a se stessa da decenni, irruppe la frutticoltura. Negli anni venti, quando il paese aveva solo 7 000 abitanti (4 000 in paese ed il resto nelle campagne) ed una superficie agraria di 3.476 ettari, riuscì a diventare un centro di eccellenza nazionale nel settore ortofrutticolo. L'intuizione di puntare sulla frutticoltura industriale si deve all'intelligenza ed alla tenacia di cinque personaggi, tutti nati a Massa: Pompeo Torchi, proprietario agricolo, Luigi Maccaferri, ingegnere, i fratelli Ulisse e Giovanni Gianstefani, agricoltori, e Adolfo Bonvicini, imprenditore.
Pompeo Torchi fu il primo ad avviare la coltivazione della vite a Massa Lombarda. Era il 1875, il territorio massese era stato coltivato fino a quel momento a grano, frumento e canapa. Coltivazioni di sopravvivenza, caratterizzate da bassa produttività e basso reddito. Torchi decise di bonificare a sue spese vaste porzioni del suo appezzamento di 100 ha denominato "la Comune", sito nel territorio di Conselice. Vi impiantò, oltre alla vite, anche filari di alberi da frutta. La sua scommessa ebbe successo: nel 1893 Torchi fu premiato con una medaglia d'argento al valor civile. Nel 1901 ottenne la medaglia d'oro. A coronamento della sua carriera giunse nel 1916 la nomina a Cavaliere del Lavoro.

Lo stabilimento Bonvicini (foto del 1934). Nel dopoguerra fu rilevato dai fratelli Adani di Bologna. Dal 1982 è in stato di abbandono.

Luigi Maccaferri (1834-1903) fu il primo ad introdurre a Massa Lombarda l'uso delle macchine trebbiatrici, la coltivazione su grande scala della pianta del pomodoro, i mulini a vapore e le fornaci Hoffman. Innovò la coltura della barbabietola (fino ad allora usata solo per il foraggio), orientandola verso la produzione di alcol e zucchero (1882). Nel 1882 costituì una Società con altri possidenti per impiantare la prima distilleria in territorio massese. La barbabietola da zucchero sostituì, in gran parte, la poco remunerativa coltivazione della canapa.

Striscione della Sagra delle Pesche collocato su Porta Lughese (28 agosto 1938).

I fratelli Giovanni e Ulisse Gianstefani (quest'ultimo: 1863-1956) furono i primi a coltivare le pesche a Massa Lombarda. Piccoli fittavoli della congregazione di carità, i Gianstefani avevano due poderi, entrambi nel quartiere Bolognano. Nel 1884 vennero in possesso di una dozzina di semi di una bella pesca proveniente dalla campagna veneta. Su di essi fecero le prime sperimentazioni: scelsero i soggetti migliori per colorito, pezzatura, produttività e sapore e li fecero riprodurre per innesto nel loro campo. La produzione veniva caricata su birocci e smerciata al mercato di Bologna.
Nel 1889 emerse una varietà che li soddisfece appieno: una pesca bianca, grossa e con un'incavatura pronunciata. La chiamarono "Buco Incavato". Nel 1908 Ulisse Gianstefani raccolse 1.516 quintali di pesche, che subito vennero «comprate dai fratelli Benazzi e spedite tutte a Vienna». Le pesche di Massa Lombarda trovarono il loro sbocco naturale nei mercati di Austria, Germania e Paesi Bassi. Successivamente i Gianstefani ottennero un Buco Incavato a maturazione parecchio ritardata (nel mese di settembre invece che in agosto), che battezzò "Tardiva di Massa Lombarda". 

### Adolfo Bonvicini

Il primo stabilimento della «Massalombarda S.A.» (fondata nel 1926).

Se i fratelli Gianstefani furono gli iniziatori della coltivazione delle pesche, fu per merito di Adolfo Bonvicini che si sviluppò la frutticoltura industriale massese. Adolfo Bonvicini (1854-1916), figlio secondogenito del senatore Eugenio, introdusse, per primo in Italia, l'impresa ortofrutticola, cioè l'impresa che coltiva, trasforma e vende i suoi prodotti. Alla fine del secolo, convertì alla coltivazione della pesca dieci poderi, sui trenta che possedeva tra Massa e Conselice. Rispetto ai fratelli Gianstefani, Bonvicini fece un ulteriore salto di qualità: impostò la produzione secondo i criteri della moderna industria: produzione massiccia, da lavorare e vendere direttamente nei mercati esteri, soprattutto in Austria e Germania (Paesi dove il sole - come aveva scritto Stefano Jacini nella sua nota inchiesta - non scalda come in Italia). La produzione della «Casa agricola fratelli Bonvicini e figlio» (ditta registrata nel 1900) cominciò nel 1902 con 200 innesti di Buco Incavato e Tardiva.

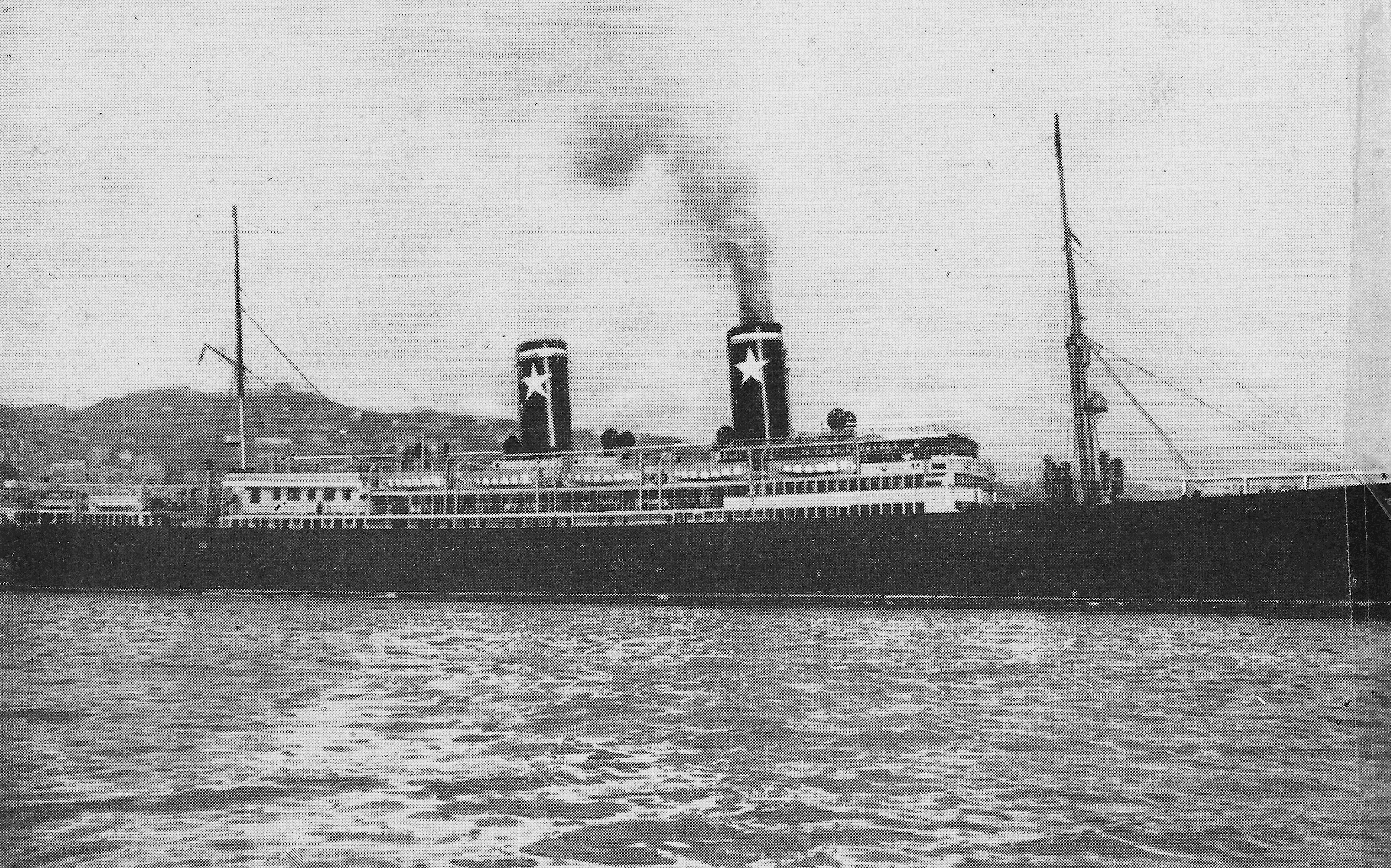
Esperia, storica fabbrica di conserve di pomodoro (foto degli anni '50). Fu fondata nel 1907 da Pier Alfonso
Barbè (1852-1915) con il socio Colinelli.

Nei primi tempi Bonvicini affidò l'esportazione a una ditta italiana. Successivamente formò una società con una ditta di Berlino, che offrì condizioni più vantaggiose. Nel 1911 Bonvicini comprò un terreno vicino alla stazione ferroviaria; vi costruì un magazzino per la lavorazione della frutta.
Da Massa Lombarda, tramite la ferrovia, la frutta venne inviata direttamente in Austria e in Germania. La sua ditta fu la prima del settore in Italia ad avere uno stabilimento di 1.000 m2, con il raccordo ferroviario nelle vicinanze ed una cantina per la produzione di vino della capacità di 3.000 ettolitri. Anche Adolfo Bonvicini fu premiato con il cavalierato. Nel 1916, alla sua morte, la guida dell'azienda venne presa dal figlio Gaetano.
Dopo la prima guerra mondiale gli ettari del territorio massese coltivati crebbero a 105. Nel 1927, con il mercato in piena espansione, raggiunsero i 155 ettari. Gaetano Bonvicini conduceva una delle aziende agricole più importanti: possedeva 300 ettari (che si estendevano su più comuni), divisi in 28 poderi. Bonvicini apportò delle innovazioni al processo produttivo. Inoltre affiancò nuove strutture al magazzino: una fabbrica per gli imballaggi (800 000 cassettine all'anno); una fabbrica di marmellate per riutilizzare la frutta invenduta; una cantina enologica (5.000 ettolitri di vino); un'officina meccanica; una scuderia. Massa Lombarda aveva lanciato un modello d'imprenditoria che sapeva coniugare agricoltura, commercio e industria. L'azienda massese, a conduzione familiare, era capace di ben posizionarsi sul mercato internazionale. Nel 1924 la ditta Dalle Vacche (oggi Unitec) mise a punto la prima selezionatrice di frutta al mondo.
Nel 1914 la produzione di pesche (in tre varietà: Buco Incavato, Tardiva e "Bonvicini") fu calcolata in 16-18 000 quintali, una cifra inarrivabile per qualsiasi altro comune della Bassa Romagna. Negli anni venti i valori di produzione aumentarono a 27.795 nel 1922 ed arrivarono a 48.719 nel 1925. Dal 1924, inoltre, la maggior parte della produzione venne venduta all'estero. Il 9 giugno 1923 il Ministro dell'Industria e Commercio Teofilo Rossi si recò in visita alle tenute dei fratelli Bonvicini e dell'ingegner Borgnino (cognato dei Bonvicini avendo sposato nel 1905 Clara, figlia di Adolfo Bonvicini), centri di eccellenza della frutticoltura nazionale.
Il marchio «Frutta di Massa Lombarda» divenne conosciuto in tutta Europa. La resa di chili di frutta per pianta, grazie ai miglioramenti tecnici apportati dai coltivatori, aumentò costantemente. Nel podere Bonvicini passò dai 24,46 kg del 1917 ai 33,38 del 1920 per giungere a 41,10 kg nel 1924. Nella provincia di Ravenna, al primo posto nella produzione intensiva di frutta in Italia, più della metà del prodotto proveniva da Massa Lombarda, che si distingueva per la solida e collaudata organizzazione tecnica. Nel 1920 il monte salari del settore ortofrutticolo fu di 60.000 lire; nel 1924 salì ad oltre 400.000 lire.

## Gli anni venti
| Produzione di frutta a Massa Lombarda e quantità assorbite nei mercati                                          | Produzione di frutta a Massa Lombarda e quantità assorbite nei mercati | Produzione di frutta a Massa Lombarda e quantità assorbite nei mercati | Produzione di frutta a Massa Lombarda e quantità assorbite nei mercati | Produzione di frutta a Massa Lombarda e quantità assorbite nei mercati | Produzione di frutta a Massa Lombarda e quantità assorbite nei mercati | Produzione di frutta a Massa Lombarda e quantità assorbite nei mercati |
| Anno | Produzione totale (in quintali)                                        | Quintali assorbiti in Italia                                           | % Prodotti                                                             | Quintali assorbiti all'estero                                          | % Prodotti                                                             | Carri ferroviari esportati                                             |
| --- | ---------------------------------------------------------------------- | ---------------------------------------------------------------------- | ---------------------------------------------------------------------- | ---------------------------------------------------------------------- | ---------------------------------------------------------------------- | ---------------------------------------------------------------------- |
| 1921 | 8 554                                                                  | 6 125                                                                  | 71,6                                                                   | 2 429                                                                  | 28,4                                                                   | 143                                                                    |
| 1922 | 27 795                                                                 | 16 817                                                                 | 60,5                                                                   | 10 978                                                                 | 39,5                                                                   | 463                                                                    |
| 1923 | 19 628                                                                 | 11 829                                                                 | 60,3                                                                   | 7 799                                                                  | 39,7                                                                   | 325                                                                    |
| 1924 | 62 333                                                                 | 24 976                                                                 | 40,0                                                                   | 37 357                                                                 | 60,0                                                                   | 1 173                                                                  |
| 1925 | 48 719                                                                 | 18 221                                                                 | 37,4                                                                   | 30 438                                                                 | 62,6                                                                   | 858                                                                    |
| Fonte: Mauro Remondini, Il trionfo della frutta "made" in Massa Lombarda («Giornale di massa», settembre 2017). |                                                                        |                                                                        |                                                                        |                                                                        |                                                                        |                                                                        |

Tutte le piante hanno i parassiti. Anche gli alberi da frutto hanno i loro nemici. Negli anni venti l'uomo li combatteva con gli antiparassitari naturali. Un preparato utile per la difesa dell’orto dai parassiti è il quassio, che si ottiene dalla corteccia di quassia amara, una pianta di origine tropicale. Il massese Filippo Rangoni riuscì ad importare svariati quintali di legno di quassio dalla Guyana olandese. In pochi anni divenne il primo importatore italiano, con una quota di 3.000 quintali annui.
A metà degli anni venti la ditta Bonvicini costruì un impianto frigorifero per la conservazione della frutta che consentì la sua lavorazione anche in inverno e in primavera. Ma cosa fare della frutta non vendibile allo stato fresco? Bonvicini aveva già affrontato il problema in passato e aveva risolto la questione producendo vino da tavola (attraverso la fermentazione alcolica) e marmellata. Quest'ultima soluzione però non l'aveva soddisfatto e perciò aveva deciso di tralasciare la produzione di marmellata. Stavolta l'idea venne ripresa e, per realizzarla, Bonvicini si mise in società con altri imprenditori e con la Cooperativa Frutticoltori. Nacque così l'11 luglio 1926 la Massalombarda S.A., che ha come oggetto sociale la "attività di industria e commercio di prodotti alimentari". È la prima società in Italia dedicata alla produzione di succhi di frutta. Nel secondo dopoguerra, dopo essere stata rilevata dalla Federconsorzi, la "Massalombarda" lanciò il famoso marchio "Yoga", che rimase a lungo il marchio più riconosciuto tra i succhi di frutta italiani. La "Massalombarda" ha dato lustro al territorio massese e ha reso noto il nome del paese in tutta Italia e anche all'estero.
La frutticoltura continuò a tirare: il flusso di denaro dall'estero su Massa Lombarda per la vendita di frutta ammontava a ben 14 milioni di lire, e tutto in valuta pregiata. Ciò permise l'ingrandimento degli impianti di produzione, con una ricaduta positiva sulla manodopera e sull'indotto. Riguardo alla manodopera, Massa divenne un polo d'attrazione anche per i lavoratori che provenivano dai paesi più vicini. Erano presenti oltre venti aziende, tra grandi e piccole, che permettevano il sostenimento di un tenore di vita superiore ai paesi vicini. Solo lo zuccherificio impiegava 550 persone. In pochi anni, dal 1925 al 1928, la popolazione passò da 7.012 abitanti a 7.376. Negli stessi anni Giovanni Foschini, titolare di una tipografia in società con Folli e con i fratelli Preda, trasformò la propria officina in una fabbrica per la produzione di cartone ondulato, un materiale necessario per l'imballaggio della frutta. La nuova società prese il nome di Ondulatum. Divenne nel tempo una delle "glorie" cittadine. Intanto i prodotti ortofrutticoli viaggiavano sempre di più con la ferrovia. Se ancora nel 1922 i vagoni merci erano stati 453 in tutto, nel 1924 se ne contarono 1.173, nel 1926 1.420 e quota duemila venne raggiunta e ampiamente superata nel 1930, con 2.665 vagoni. Nello stesso anno 1930, per fare un paragone, da Cesena erano partiti solo 1.863 vagoni merci.
Alla prima «Esposizione Nazionale di Frutticoltura» (Trento, 1924) i frutticoltori massesi vinsero tutti i primi premi: Camillo Borgnino la medaglia d'oro del re (come produttore); Gaetano Bonvicini la medaglia d'oro del ministero dell'Economia nazionale; la Cooperativa braccianti la medaglia "Verneill". La II Esposizione (settembre 1927) si tenne a Massa Lombarda, a conferma del prestigio nazionale raggiunto dalla cittadina romagnola. In occasione dell'evento i giardini furono ornati da una fontana in marmo con facce di leone zampillanti. Giardino e fontana divennero la “vetrina” di Massa Lombarda.

## Gli anni trenta
«Per avere instaurata una civiltà produttiva, intensa, dinamica, aristocratica, su terreno redento dalle infermità delle paludi, armonizzando ai fini superiori del prestigio e della valorizzazione della frutticoltura italiana, le attitudini feconde del territorio, il genio previggente dei pionieri, l'operosità disciplinata delle maestranze e la intelligenza direttiva dei capi e dei nuovi ceti ruralii».
Nel 1930 l'industria ortofrutticola di Massa Lombarda raggiunse il picco massimo d'esportazione, con oltre 2.600 vagoni merci inviati all'estero; la sola ditta Bonvicini quell'anno lavorò ben 40.000 quintali di frutta. Nel 1931 sopraggiunse la crisi economica, in seguito al crollo della Borsa di New York del 24 ottobre 1929. Il prezzo della frutta subì un crollo: le pesche, che costavano nel 1930 147,30 lire al quintale, nel 1933 valevano solo 51,30. Le pere, che nel 1930 si scambiavano a 184,30 lire, tre anni dopo erano dimezzate a 73,18. I prezzi non risalirono per un lustro (fino al 1936) per poi assumere un andamento altalenante, ma senza ritornare ai valori del periodo pre-crisi. La produzione di pesche non si risollevò. Le pesche autoctone di Massa Lombarda cedettero il passo alle pesche a pasta gialla della lontana California: se nel 1923 la pesca Buco Incavato rappresentava, da sola, il 58% della produzione massese; nel 1933 scese al 18%; la Tardiva crollò, nello stesso periodo, dal 20% al 3%. Gli altri settori produttivi invece ebbero migliore fortuna. Nel 1932 la produzione totale di frutta a Massa Lombarda si avvicinò ai 200.000 quintali. Nonostante la crisi, ancora il 78% della produzione trovò la via dei mercati esteri, specialmente della Germania, verso cui era destinato più prodotto che non nel resto d'Italia. Nel complesso erano in funzione a Massa duecento attività industriali, con un migliaio di addetti stabili e duecento esercizi commerciali che impiegavano oltre 400 persone, per un giro d'affari di circa 40 milioni e un monte salari di 3 milioni.
Nello stesso 1932 si tenne a Roma la «III Esposizione Nazionale di Frutticoltura». Camillo Borgnino venne insignito di due onorificenze "fuori concorso": il Gran diploma d'onore e la Medaglia d'oro di merito speciale, per il perfezionamento nell'utilizzo dei macchinari e per l'innovativa idea di riutilizzare «i prodotti non destinati alla vendita per fabbricare farine medicinali e biscotti ad alto valore nutritivo». Dal balcone del Municipio il podestà Giovanni Foschini, da poco salito alla guida del Comune, fece esporre uno stendardo che riportava la motivazione del conferimento della Medaglia d'oro. Il 28 agosto 1932 nacque, dalla felice intuizione dello stesso Foschini, la celebre «Sagra delle pesche». L'iniziativa era volta a far conoscere il prodotto principe dell'ortofrutta massese, ma anche ad attirare nuovi visitatori, con lo scopo di abbinare la conoscenza del luogo, e del prodotto caratteristico, col divertimento: un'operazione di marketing territoriale ante litteram. Già nel 1933 gli organizzatori utilizzarono la radio per trasmettere comunicati pubblicitari, che vennero inseriti nel notiziario nazionale. In quell'anno si contarono ventimila visitatori. Il movimento di merci e di persone originato da questa ragguardevole realtà economica diede un'ulteriore spinta alla costruzione di nuove vie di comunicazione: nel 1934 venne aperta la terza linea ferroviaria, che portava a Imola e terminava a Fontanelice, e nel 1938 venne completata l'asfaltatura della strada provinciale "San Vitale", che congiunge Bologna e Ravenna (Massa Lombarda si trova circa a metà strada).
Alla metà del decennio si contavano a Massa Lombarda: «sette stabilimenti per la lavorazione ed esportazione della frutta, numerose cantine industriali, vari stabilimenti per la preparazione delle polpe di frutta, tre fabbriche di conserve di pomodoro (la più famosa era l'“Esperia”), la fabbrica di marmellata “S.A. Massalombarda”, uno zuccherificio, una fabbrica di macchine industriali-agricole, una segheria e fabbrica d'imballaggi e una fabbrica di carta ondulata». La popolazione del centro cittadino era «nella quasi totalità addetta all'industria». Nel 1937 lasciò l'attività, in seguito a fallimento, Camillo Borgnino. Aveva cominciato la sua carriera allo zuccherificio massese, dov'era stato assunto nel 1902 come chimico. Dopo due anni gli era stata assegnata la direzione della fabbrica. Dal 1915 era passato alla nascente industria della frutticoltura, mantenendo comunque fino al 1918 la direzione dello zuccherificio. Nel 1924, presidente dell'Esperia, vinse il Premio del Re a Trento e fu nominato Cavaliere del lavoro. Nello stesso 1937, il 14 luglio morì prematuramente il rappresentante più illustre degli imprenditori massesi: Gaetano Bonvicini. Si chiuse l'epoca d'oro della frutticoltura massese. Di lì a poco la ditta Bonvicini fallì e nel 1939 fu rilevata da una nuova società, costituita a Roma. La «Società Immobiliare Agricola di Massalombarda Anonima» (S.I.A.M.A.) è ancora attiva tra Massa Lombarda, Conselice, Lugo e Casalfiumanese (BO). Tra la fine degli anni 1930 e l'inizio degli anni 1940 Leopoldo Ballardini fondò due aziende: nel 1939 il «Consorzio Produttori ed Esportatori di frutta "Fruges"» (da cui deriverà il nome l'omonima località) e nel 1942 la Società provinciale per l'industria conserviera e affini (SPICA). Lo scoppio della Seconda guerra mondiale bloccò per anni le esportazioni; i bombardamenti alleati del 1945 causarono la distruzione degli impianti produttivi delle principali ditte ortofrutticole massesi, che furono costrette a dichiarare fallimento.

## La seconda metà del XX secolo

Cooperativa frutticoltori. Sala di lavorazione della frutta (1953).

Dopo la guerra l'Italia si avvia decisamente sulla strada dello sviluppo. A Massa Lombarda sorgono nuove aziende per la lavorazione della frutta che si aggiungono alle vecchie o le sostituiscono. Tra le ditte che scompaiono quella più importante è sicuramente Bonvicini. Gli stabilimenti sono rimasti seriamente danneggiati durante il conflitto. La ditta cessa ogni attività e in pochi anni vende tutto il patrimonio. I 28 poderi, che si estendevano su 300 ettari, sono venduti per far fronte ai debiti contratti con banche e coloni; stessa sorte subisce lo stabilimento di produzione.

Fortunatamente il settore ortofrutticolo non conosce un calo. In pochi anni l'occupazione ritorna a raggiungere buoni livelli, specialmente nel periodo estivo. La città continua a prosperare grazie alle attività frutticole: in estate operai avventizi arrivano da tutto il circondario per lavorare nei grandi magazzini della frutta.
All'inizio degli anni settanta il settore ortofrutticolo scopre la crisi, con alcune aziende in fallimento o sotto amministrazione controllata. Il monte salario del settore è diminuito del 30% rispetto al 1967 ed il livello di occupazione è sceso del 27% rispetto al 1960. Gli alberi da frutta cominciano a costare troppo, per la manodopera e i trattamenti necessari. La carta che giocano un po' tutte le imprese agricole, in risposta al momento difficile, è la meccanizzazione del processo di lavorazione. L'occupazione subisce un contraccolpo: gli addetti nel settore diminuiscono ancora di più. Nel 1971 la chiusura dello zuccherificio, attivo fin dall'inizio del secolo, è un segno della fine di un'epoca. Negli anni d'oro (1950-1960) lo stabilimento produceva oltre 22 000 di zucchero, dando occupazione a 56 addetti fissi, cui si aggiungevano 500-600 stagionali. L'occupazione fu conservata convertendo l'impianto alla lavorazione delle sementi; subentrò la Società Europea del Seme (SES) Una delle poche buone notizie è lo sviluppo della Nespak, azienda che produce le confezioni di plastica in cui va collocata la frutta industriale. Fondata nel 1955 da tre fratelli bolognesi, nel 1970 apre l'impianto di Massa Lombarda; l'anno successivo decide di fissare la sede legale nel paese romagnolo. Nel 1977 diventerà una società per azioni. La Massalombarda S.p.A. è una delle poche aziende in espansione: nel 1980 costruisce, nel territorio comunale, un nuovo stabilimento di produzione.
Nel 1981 un altro marchio storico dell'industria massese sparisce: l'Esperia chiude i battenti. In quell'anno l'occupazione raggiunge il minimo storico di 868 unità, pari al 20,0% della popolazione attiva, una quota dimezzata rispetto al 1951. Ma la congiuntura non è del tutto negativa: parallelamente si sviluppa la piccola impresa commerciale, così come avanzano le nuove professioni. I massesi, per la prima volta, cominciano ad andare a lavorare fuori città. 
Negli anni ottanta gli abitanti di Massa Lombarda mantengono un reddito pro capite tra i più alti della provincia. Ma ancora per poco: l'attività frutticola continua il suo inesorabile ridimensionamento. Nel 1983 la Cooperativa Frutticoltori, in grave crisi finanziaria, è assorbita dall'imolese Pempa che, a sua volta viene inglobata in «Terremerse», cooperativa agroalimentare con sede a Bagnacavallo. La chiusura dello storico stabilimento della Yoga Massalombarda di via I Maggio, nel 1992, è un duro colpo per l'economia massese.
Attraversa tutta la seconda metà del secolo l'attività del magazzino della frutta dei fratelli Furini. Fondato nel 1951, vive il suo periodo migliore negli anni 1960. Nel complesso l'attività produttiva della ditta Furini, gestita dai quattro fratelli Battista (1916), Remo (1919), Virginio (detto Gino, 1925) e Innocente, detto Tòni (1926), si è estesa per sei decenni, esaurendosi nel 2004.